# Gymnothorax funebris
La morena congrio o  morena verde  (Gymnothorax funebris) es una especie de pez de la familia de los morénidas en el orden de los Anguilliformes.

## Morfología
Los machos pueden llegar a alcanzar los 250 cm de longitud total.

## Alimentación
Come peces que sean lo suficientemente pequeños como para que se les pueda tragar enteros o que puedan ser rasgados en pedazos manejables. También come crustáceos y cefalópodos, mientras que las larvas se nutren de diatomeas, crustáceos pequeños y zooplancton.

## Hábitat
Vive en zonas cercanas a la costa, arrecifes de coral, manglares, rocas, puertos, praderas marinas y de otras áreas que sean sobre fondo arenosos o barro

## Distribución geográfica
Se encuentra en el Atlántico occidental (desde Nueva Jersey - Estados Unidos - y el norte del Golfo de México hasta el Brasil). También está presente en el Atlántico oriental y el Pacífico oriental.

## Uso comercial
Es un animal de gran interés para los buceadores y turistas que visitan los arrecifes de coral y otros hábitats naturales donde está presente. Además, se comercializa como mascota para los aficionados o acuarios públicos que tengan instalaciones adecuadas para mantenerlas, y, con menos frecuencia, es vendida como alimento. Las morenas verdes se capturan como alimento y se venden frescas o saladas. Sin embargo, la carne de especímenes grandes puede contener la toxina ciguatera .
Esta morena no suele tener ninguna espina, es muy suave y delicada al contrario que las otras especies que están llenas de espinas.